# Thahr
Thahr (tiếng Ả Rập: الظهر) là một ngôi làng Syria nằm ở Darkush Nahiyah thuộc huyện Jisr al-Shughur, Idlib. Theo Cục Thống kê Trung ương Syria (CBS), Thahr có dân số là 687 người trong cuộc điều tra dân số năm 2004.